# Проект «Охотник за тенью» 2: Ночная осада
Проект «Охотник за тенью» 2: Ночная осада (англ. Project Shadowchaser II: Night Siege) — независимый научно-фантастический боевик Джона Эйрса, сиквел фильма 1992 года. Премьера состоялась на Каннском Кинофестивале в мае 1994 года. В качестве продюсера выступил знаменитый Ави Лернер.

## Сюжет
В канун рождества на завод по производству ядерного оружия нападает группа террористов во главе с человекоподобным роботом (Фрэнк Загарино). Они угрожают атаковать боеголовкой Вашингтон, если их сообщника не выпустят из тюрьмы. Пока правительство пытается начать переговоры, захватчики убивают большую часть заложников. Настоящей целью террористов является секретная технология «Кобра», находящаяся на заводе. Чтобы помешать их планам, туда пробирается спецназовец-кикбоксер Фрэнк Мид (Брайан Джинесс).

## В ролях
- Фрэнк Загарино — Андроид / Ромул
- Бет Туссэн — Лори Уэббер
- Брайан Джинесс — Фрэнк Мид
- Гэвин Худ — Тиг
- Гидеон Эмери — полевой техник

## Съёмки
Фильм был практически полностью снят в ЮАР.